# Fogesi
Fogesi (kinesiska: 佛阁寺, 佛阁寺镇) är en köping i Kina. Den ligger i provinsen Henan, i den centrala delen av landet, omkring 250 kilometer sydost om provinshuvudstaden Zhengzhou. Antalet invånare är 36 768. Befolkningen består av 18 103 kvinnor och 18 665 män. Barn under 15 år utgör 22,0 %, vuxna 15-64 år 66 %, och äldre över 65 år 11,0 %.
Genomsnittlig årsnederbörd är 1 147 millimeter. Den regnigaste månaden är augusti, med i genomsnitt 232 mm nederbörd, och den torraste är januari, med 18 mm nederbörd.